# Giovanni Nadiani
Giovanni Nadiani (Cassanigo di Cotignola, 11 marzo 1954 – Reda di Faenza, 27 luglio 2016) è stato un germanista, traduttore e poeta italiano.

## Biografia
Romagnolo madrelingua, figlio di fornai, si laureò in Lingue e Letterature Straniere all'Università degli Studi di Bologna con una tesi sulle lingue basso-tedesche; presso lo stesso ateneo conseguì il dottorato di ricerca in Scienza della traduzione. In seguito, fu insegnante di tedesco nelle scuole superiori, prima di passare all'insegnamento nelle università e alla traduzione di opere di lingua tedesca. Ha lavorato nel Dipartimento di traduzione e interpretazione dell'Università di Bologna a Forlì. Nel 1985 è stato tra i fondatori della rivista Tratti.

Autore fecondo, ha scritto numerosi saggi specialistici relativi all'attività di traduzione, ha tradotto opere di narratori e poeti tedeschi, basso-tedeschi, olandesi ed irlandesi.
Ha pubblicato diversi opere originali, tra cui raccolte di poesia (soprattutto in romagnolo) e di prosa. Ha scritto anche monologhi ed altri testi teatrali.
 
È morto nel 2016 all'età di 62 anni dopo una lunga malattia .

## Opere

### Curatele
- La parola ritrovata: la poesia contemporanea fra lingua e dialetto, Ravenna, Longo, 1990 (con Elio Cipriani e Andrea Foschi)
- Over Verlaten Plaasterstraten, Faenza, Mobydick, 1991
- Il mestiere di scrivere: relazioni degli autori europei tenute al Tratti folk festival, 1993-1995, Faenza, Mobydick, 1996 (con Andrea Fabbri)
- Poesia fiamminga contemporanea, Faenza, Mobydick, 1998 (con Giorgio Faggin)
- David Castillo, Un presente abbandonato: poesie in catalano, 1981-2005, Faenza, Mobydick, 2006 (con Marta Carreras i Goicoechera)

### Poesia
- E' sèch. Poesie (1977-1988), Faenza, Mobydick, 1989
- Versappennino: tredici poesie, Faenza, Tipografia faentina, 1991
- TIR, Faenza, Mobydick, 1994
- Feriae, Venezia, Marsilio, 1999
- Beyond the Romagna Sky, Faenza, Mobydick, 2000
- Sens, Rimini, Pazzini, 2000
- Eternit®, Ed. Cofine, 2004 Premio Ischitella 2004)
- Ram: versi dalla Romagna-Italia: 1996-2005, Faenza, Birandola, 2005
- Guardrail, Ancona, Pequod, 2010 - Primo posto nella sezione "Poesia Edita" al Premio Nazionale "Salva la tua lingua locale"[2]
- Il brusio delle cose. Sintagmi feriali in lingua bastarda, Faenza, Mobydick, 2014
- (a cura di Giuseppe Bellosi) Incion. Poesie in dialetto romagnolo (1984-2016), Cesena, Il Ponte vecchio, 2023.

### Prosa
- Il sole oltre la nebbia: la Romagna e l'altrove, Lugo, Walberti, 1985
- All’ombra mancante. Testi brevi, Faenza, Moby Dick, 1987
- Nonstorie, Faenza, Mobydick, 1992
- Solo musica italiana, Faenza, Mobydick, 1995
- Grazie tante non c'è di che: Kürzestprosa ironica per un ipertesto traduttivo, Bologna, CLUEB, 2001
- Eternit, Roma, Cofine, 2004
- Flash. Storie bastarde, Faenza, Mobydick, 2004
- Spiccioli. Kurzprosa, Faenza, Mobydick, 2009
- Low society. Storie da caBARet, Forlì, Carta Canta, 2010
- Piadina blues. Altre storie da caBARet, Bagnacavallo, Discanti, 2012
- Romagna village. Ancora storie da caBARet, Bagnacavallo, Discanti, 2015

### Saggi
- Door tuin naar town ovvero come saltare i muri senza l'asta, Ragazzini, 2004
- Tags, Faenza, Mobydick, 2007
- Nuovo millennio, vecchia lingua? Strategie di sopravvivenza del dialetto, Cesena, Il ponte vecchio, 2009
- Un deserto tutto per sé. Tradurre il minore, Faenza, Homeless Book, 2015

### Teatro
- Förmica, Faenza, Mobydick, 2002
- Rapèt (un rap in dialèt), Faenza, Mobydick, 2005
- Terminal, Faenza, Mobydick, 2013
- LEARdo e' RE [Leardo il re], con Tinin Mantegazza e Giampiero Pizzol, 2017 (postuma)

### Traduzioni
- Plattdeutsche Literatur der Lüneburger Heide: Friedrich Freduenthal, Hans Ludolf Flügge, Willi Eggers, Faenza, Tipografia faentina, 1983
- Greta Schoon, Degli assetati campi, Ravenna, Guidarello, 1984 (anche curatela)
- Oswald Andrae, Orme d'ombra, Ravenna, Guidarello, 1986 (anche curatela)
- Willem M. Roggeman, L'invenzione della tenerezza, Faenza, Mobydick, 1995
- Gottfried Achberger, Obiettivo contro verso: dieci anni di Folk festival, Faenza, Mobydick, 1998 (con Giorgio Faggin e Andrea Fabbri)
- Pol Hoste, High Key, Faenza, Mobydick, 1998
- Michael Augustin, Prendo le sigarette e torno: prodotti brevi, Faenza, Mobydick, 1999
- Oswald Andrae, Amanda: vicissitudini di sogno del campeggiatore H.T., Faenza, Mobydick, 2000 (anche curatela)
- Friedo Lampe, Ai margini della notte, Faenza, Mobydick, 2000
- Klaus Johannes Thies, Tacchi a spilla sulla tastiera di Monk, Faenza, Mobydick, 2000
- Ror Wolf, Tentativi di mantenere la calma, Faenza, Mobydick, 2001 (anche curatela)
- Friedo Lampe, Temporale a settembre, Faenza, Mobydick, 2002
- Hans Haid, Così parlò la montagna: poesie in dialetto tirolese (Ötztal), Faenza, Mobydick, 2003
- Markus Manfred Jung, Parole come l'erba: poesie in alemannico, Faenza, Mobydick, 2004
- Willem M. Roggerman, L'utile della poesia, Faenza, Mobydick, 2004

## Premi e riconoscimenti
- 1991, Premio nazionale "Lanciano" di Poesia dialettale
- 1999, Premio San Gerolamo per la traduzione letteraria
- 2004, Premio "Città di Ischitella"
- 2014, Premio "Salva la tua lingua", indetto dall'UNPLI e ricevuto a Roma in Campidoglio